# 래티스 세미컨덕터
래티스 반도체(Lattice Semiconductor, 나스닥: LSCC)는 미국에 있는 고성능 프로그래머블 논리 소자(FPGA, CPLD, &SPLD)의 제조회사이다. 오리건주에 본사를 둔 래티스 반도체는 FPGA 소자의 세계 시장점유율에서 4위를 차지하고, CPLD & SPLD부분에서 2위를 차지하고 있다.

## 제품

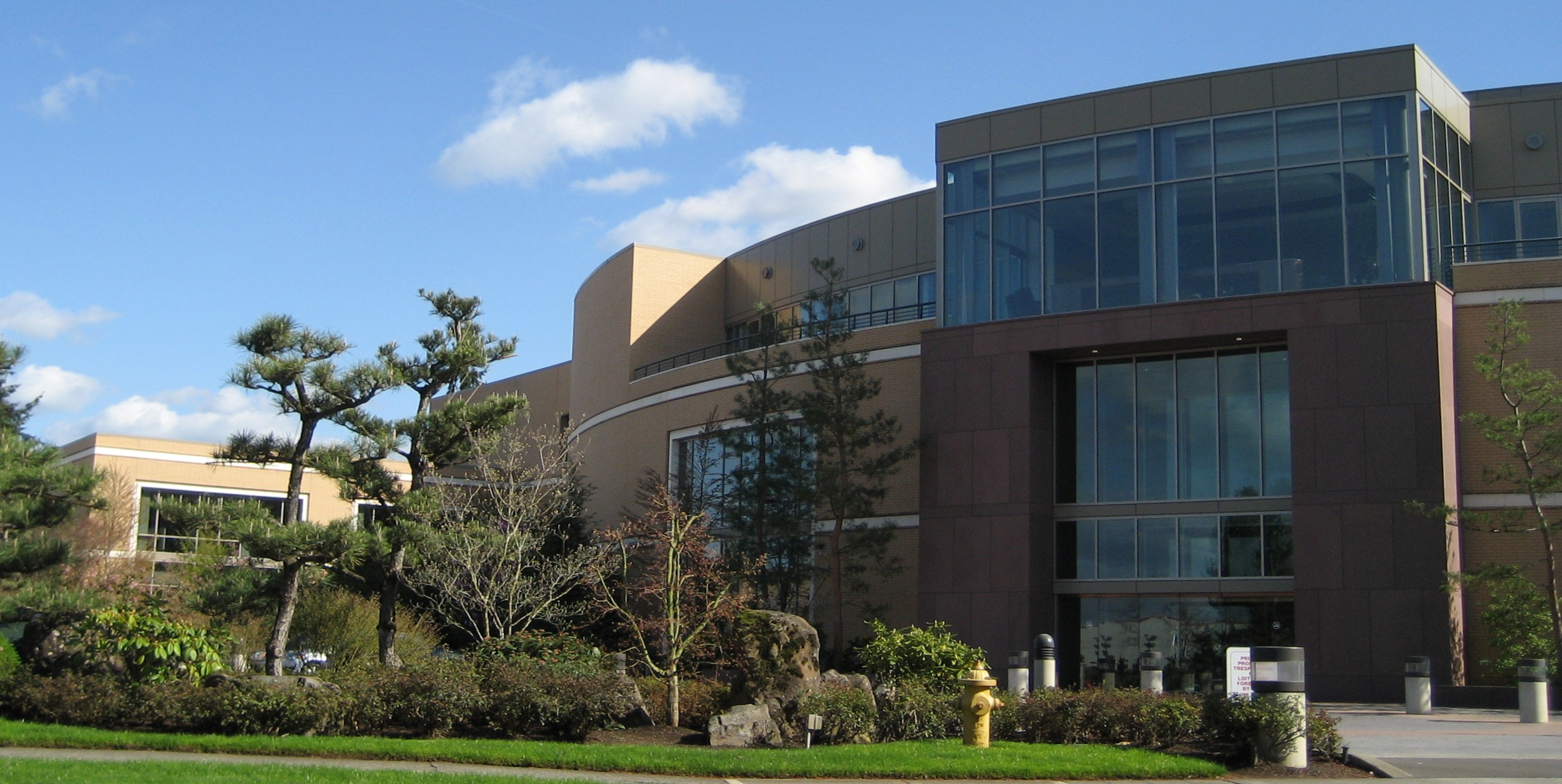
힐스보로에 있는 본사.

CPLD & SPLD를 포함하여, 래티스는 현장 프로그래머블 게이트 어레이(FPGA), 프로그래머블 혼합신호와 상호연결 제품, 관련된 소프트웨어와 지적재산권(IP)를 생산한다. 90나노미터 공정에서, 래티스는 다양한 FPGA 소자를 제공한다.

## 그외
래티스는 오리건주에서 1983년에 설립되었고 델라웨어주에서 1985년에 재설립되었다. 래티스는 실리콘 포리스트로 알려진 첨단산업단지인, 힐스보로에 본사가 있다. 2006년에 래티스는 매출액 2.455억 달러에 순이익 310만 달러를 달성하였고, 2000년 이후 최초의 순이익 있었다.
2004년에 래티스는 불법적으로 중국에 중요한 기술을 수출한 혐의로 미합중국 정부에 벌금을 징수당했다. 그 금액은 56만 달러이다.
주요한 경쟁사는 자이링스, 알테라, 액텔과 퀵로직이 있다.

## 밴티스
밴티스(Vantis)는 프로그래머블 논리 소자를 생산하는 반도체 회사이다. 밴티스는 어스밴스트 마이크로 디바이시스(AMD)에 의하여 신설되었고, 1999년에 래티스 세미컨덕터에 합병되었다.